# Betaherpesvirinae
De subfamilie betaherpesvirinae behoort tot de familie herpesviridae. Deze virussen besmetten enkel zoogdieren. Momenteel zijn er 18 geslachten bekend binnen deze subfamilie.

## Taxonomie
- Groep: dsDNA
- Familie: Herpesviridae
- Orde: Herpesvirales

## Structuur
Virussen in de Betaherpesvirinae-subfamilie hebben een celenvelop, zijn sferisch pleomorfisch en hebben ronde geometrieën (T = 16). Hun diameter ligt tussen de 150 en 200 nm. Hun genomen zijn lineair en niet-gesegmenteerd, tussen de 140 en 240 kilobases in lengte.

## Levenscyclus
Dit virus is lysogenisch: het nestelt zich in de gastheercel zonder direct voor de dood van de cel te zorgen. 
Ingang in de gastheercel gebeurt door contact van het viraal erfelijk materiaal met de receptoreiwitten van de gastheercel, waarna endocytose aan de gang komt. Het virale erfelijk materiaal zal zich vermenigvuldigen en er worden nieuwe virussen gevormd. De virussen blijven echter in de gastheercel totdat ze kunnen uitbreken (als het immuunsysteem bijvoorbeeld verzwakt is).